# Simmetria C
Nella fisica, la simmetria C indica la simmetria delle leggi fisiche rispetto ad una trasformazione di coniugazione di carica (in inglese charge-conjugation). L'elettromagnetismo, la forza di gravità e l'interazione nucleare forte rispettano tale simmetria, mentre ciò non vale per l'interazione debole.

## Inversione di carica nell'elettromagnetismo
Le leggi dell'elettromagnetismo (sia nella sua versione classica che in quella quantistica) come detto in precedenza sono invarianti rispetto ad una trasformazione di carica: ciò significa che, presa una carica q immersa in eventuali campi elettrici o magnetici e sostituita con una carica -q, se si invertono anche le direzioni dei campi elettrici e magnetici agenti su tale carica, non si ha alcuna variazione delle leggi della dinamica che descrivono tale carica. Nel linguaggio della teoria quantistica dei campi, si scrive che:
1. {\displaystyle \psi \rightarrow -i({\bar {\psi }}\gamma ^{0}\gamma ^{2})^{T}}
2. {\displaystyle {\bar {\psi }}\rightarrow -i(\gamma ^{0}\gamma ^{2}\psi )^{T}}
3. {\displaystyle A^{\mu }\rightarrow -A^{\mu }}

Queste trasformazioni non alterano la chiralità delle particelle.